# Ишматов, Рафаил Газизович
Рафаи́л Гази́зович Ишма́тов (2 августа 1952, Челябинск, РСФСР, СССР) — советский и российский хоккеист и тренер. Мастер спорта СССР (1977), Заслуженный тренер России (1996), Заслуженный деятель физической культуры Республики Башкортостан (1996). Кандидат педагогических наук, доцент.

## Биография
В 1970—1971 и 1974—1975 годах выступал за команду «Трактор». В 1971—1972 и 1975—1983 годах выступал за команду спортивного клуба имени Салавата Юлаева. В 1972—1973 годах играл за команду СКА Куйбышев, а в 1973—1974 годах — за СКА Ленинград.
В 1980 году окончил Ленинградский институт физической культуры имени П. Ф. Лесгафта. Входит в пятерку лучших снайперов «Салавата Юлаева» за всю историю.
В 1985 году окончил Высшую школу тренеров в Российской академии физической культуры.
В 1985—1991 годах являлся главным тренером команды «Авангард» Уфа.
В 1991—1999 и 2004—2005 годах — главный тренер клуба «Салават Юлаев» Уфа, в 1999—2002 гг. — СКА (Санкт-Петербург).
Главный тренер молодёжной сборной России — чемпионов мира 2003 года.
С 2006 года преподаёт в Национальном государственном университете физической культуры, спорта и здоровья имени П. Ф. Лесгафта.

## Достижения
В составе различных хоккейных команд стал победителем международных турниров — Кубок шахтёра (Польша, 1972), Бухарест (Румыния, 1973), Золотой колос (Прага, 1976).
- Серебряный призер первенства Вооруженных сил СССР (в составе СКА (Ленинград) — 1974

В качестве тренера
«Салават Юлаев»
- Обладатель кубка ИИХФ: 1994
- Бронзовый призёр чемпионата МХЛ: 1994/95, 1995/96
- Бронзовый призёр чемпионата России: 1996/97

Молодёжная сборная России
- Победитель чемпионата мира среди молодёжных команд: 2003

СКА (Санкт-Петербург)
- Победитель международного турнира «Satakunta» (Финляндия) : 2001[2]